# Piscadera Berde
Piscadera Berde – osada (buurt) w dzielnicy Groot Piscadera, miasta Willemstad, w dystrykcie Willemstad, w kraju autonomicznym Curaçao, należącym do Holandii, w Ameryce Południowej. 20 października 2023 r. liczyła 181 mieszkańców. Pod względem liczby mieszkańców jest najmniejszą osadą w dzielnicy.